# Севажайр
Севажайр (арм. Սևաժայռ) — село в Вайоцдзорской области Армении.

## География
Село расположено в северной части марза, в долине реки Севажайр, на расстоянии 4 километров к северо-востоку от села Вардаовит. Абсолютная высота — 2200 метров над уровнем моря.
Климат
Климат характеризуется как умеренно холодный, влажный (Dfb в классификации климатов Кёппена). Среднегодовая температура воздуха составляет 6,2 °C. Средняя температура самого холодного месяца (января) составляет −5,6 °С, самого жаркого месяца (июля) — 17,4 °С. Расчётная многолетняя норма атмосферных осадков — 474 мм. Наибольшее количество осадков выпадает в мае (81 мм).

## Население
| Год переписи | Население          | Население          | Население          | Население            | Население            | Население            |
| Год переписи | Наличное население | Наличное население | Наличное население | Постоянное население | Постоянное население | Постоянное население |
| Год переписи | Всего              | Мужчины            | Женщины            | Всего                | Мужчины              | Женщины              |
| ------------ | ------------------ | ------------------ | ------------------ | -------------------- | -------------------- | -------------------- |
| 2001         | 50                 | 27                 | 23                 | 19                   | 10                   | 9                    |
| 2011         | 9                  | 5                  | 4                  | 13                   | 8                    | 5                    |

| Год  | Численность | Численность |
| ---- | ----------- | ----------- |
| 1873 | 141         | [ 8 ]       |
| 1897 | 259         | [ 8 ]       |
| 1926 | 97          | [ 8 ]       |
| 1939 | 161         | [ 8 ]       |
| 1959 | 152         | [ 8 ]       |
| 1970 | 133         | [ 8 ]       |
| 1979 | 208         | [ 8 ]       |
| 2001 | 19          | [ 8 ]       |
| 2011 | 13          | [ 9 ]       |